# Odet of Foix
Odet de Foix, Vicomte de Lautrec, francoski maršal, * 1485, † 15. avgust 1528. Kot maršal Francije je poveljeval kampanji za osvojitev Neaplja, vendar je leta 1528 umrl zaradi bubonske kuge.